# منتخب ساموا تحت 17 سنة لكرة القدم
منتخب ساموا تحت 17 سنة لكرة القدم (بالإنجليزية: Samoa national under-17 football team)‏ هو ممثل ساموا الرسمي في المنافسات الدولية في كرة القدم في فئة كرة قدم تحت 17 سنة للرجال، يديريه اتحاد ساموا لكرة القدم.